# Anagyrus galinae
Anagyrus galinae är en stekelart som först beskrevs av Svetlana N. Myartseva 1982.  Anagyrus galinae ingår i släktet Anagyrus och familjen sköldlussteklar. Inga underarter finns listade i Catalogue of Life.